# Mitrella debooyi
Mitrella debooyi ist eine fossile Schneckenart aus der Familie der Täubchenschnecken (Columbellidae). Sie wurde 1916 von Carlotta Joaquina Maury in der Fossillagerstätte Cercado de Mao im Valle del Cibao im Norden der Dominikanischen Republik entdeckt und 1917 von ihr unter dem Namen Astyris debooyi wissenschaftlich beschrieben. 1964 wurde sie vom Paläontologen Wendell P. Woodring (1891–1983) in die Gattung Mitrella gestellt. Das Artname ehrt den US-amerikanischen Archäologen Theodoor de Booy, der einige Zeit in der Dominikanischen Republik wirkte. Mitrella debooyi ist nur von drei Aufsammlungen bekannt, zwei stammen aus Mexiko und eine aus der Dominikanischen Republik. Die Art lebte im Miozän und Pliozän.

## Merkmale
Das Gehäuse hat sechs Windungen, wobei die ersten beiden glasig und kernig und die vier folgenden porzellanartig und, mit Ausnahme von sechs umgebenden Prägelinien am vorderen Teil der letzten Windung, vollständig glatt sind. Die Spindel hat dünne Schwielen (Kallus), durch die die sechs Streifen, die das Gehäuse umgeben, sichtbar sind. Die Außenlippe besitzt sechs mikroskopisch kleine Zähnchen, von denen die zwei hinteren viel stärker als sind als die anderen. Die Gehäuselänge beträgt 5 mm, die Breite der Gehäusemündung 2 mm und die größte Gehäusebreite 2 mm.